# Notářský řád
Notářský řád je zákon upravující činnost notářů, organizaci notářství a další související otázky.
Od vzniku České republiky platí na jejím území zákon č. 358/1992 Sb., o notářích a jejich činnosti (notářský řád). Komplexně upravuje jak postavení samotného notáře a jeho činnost, tak i notářskou samosprávu. Od doby svého vzniku do konce roku 2017 prošel už 36 novelizacemi.

## Systematika zákona
Zákon se člení na 10 částí:
1. Základní ustanovení – definován notář a notářství jako takové
2. Notář – upraveno postavení notáře a jeho zástupce, stejně tak i notářského koncipienta a notářského kandidáta
3. Notářská samospráva – upraveno postavení a pravomoce notářských komor i Notářské komory České republiky
4. Dohled a kárné řízení
5. Obecná ustanovení o notářské činnosti a o poskytování právní pomoci – upravena mj. povinnost mlčenlivosti notáře
6. Zvláštní ustanovení o notářské činnosti – upraveno zejména sepisování notářských zápisů a notářské úschovy
7. Jiná činnost notáře
8. Manipulace se spisy a notářskými zápisy a jejich úschova
9. Odměna notáře
10. Poskytování údajů ze základnícho registru obyvatel a agendového informačního systému evidence obyvatel
11. Přestupky
12. Přechodná a závěrečná ustanovení